# Урал (Кушнаренковский район)
Урал (баш. Урал) — деревня в Кушнаренковском районе Республики Башкортостан Российской Федерации. Входит в состав Расмекеевского сельсовета.

## География

### Географическое положение
Расстояние до:
- районного центра (Кушнаренково): 16 км,
- центра сельсовета (Байталлы): 3 км,
- ближайшей ж/д станции (Уфа): 74 км.

## Население
| 2002 | 2009 | 2010 |
| ---- | ---- | ---- |
| 58   | →58  | ↘54  |

Национальный состав
Согласно переписи 2002 года, преобладающие национальности — башкиры (69 %), татары (31 %).